# Bandera de Samoa
La bandera nacional de Samoa fue adoptada el 24 de febrero de 1949. La bandera consiste en un fondo rojo con un rectángulo azul en el cantón, junto al mástil. Dentro de este rectángulo está representada la constelación de la Cruz del Sur, formada por cuatro estrellas grandes y una quinta más pequeña.
En relación con los colores de la bandera oficial de Samoa, se dice que el blanco representa la pureza, el azul la libertad y el rojo el valor.
Pero a lo largo de la historia, han sido varias las banderas izadas en las islas. El 1 de marzo de 1900 la parte occidental del archipiélago fue incluido en el Imperio Alemán, la bandera del cual se convirtió entonces oficial. Sin embargo, los isleños presentaron un diseño alternativo que no fue aceptado.
El 29 de agosto de 1914, con el desembarco de tropas neozelandesas, se puso fin al dominio alemán y las islas pasaron a ser administradas desde Wellington y Londres. Después de algunos años en que fue oficial la bandera de Nueva Zelanda, se adoptó un diseño propio, con la Union Jack (en español: Torrotito de Unión) junto al mástil y un círculo dentro del cual había tres grandes palmeras. El fondo del pabellón era azul para su uso terrestre, y rojo para la Marina.
Finalmente, el 26 de mayo de 1948 se adoptó un diseño bastante similar a la actual, en que dentro del rectángulo azul aparecían cuatro estrellas y no cinco. Esta última, menor que las otras, tendría que esperar hasta el diseño actual, de 1949.

## Banderas históricas

Supuesta bandera de Samoa entre 1858 y 1873
Bandera de Tutuila (1872)
Bandera de Samoa (1873-1875)
Bandera de Samoa (1875-1879)
Bandera del Reino de Samoa entre 1875-1887 y 1889-1900
Bandera de la dinastía Tuiaana en el Reino de Samoa (1875-1887, 1889-1900)
Bandera de los Tupua Tamasese en el Reino de Samoa (1887-1889)
Bandera de la Samoa alemana (1900-1914)
Propuesta para la Samoa alemana, nunca oficializada
Bandera de Nueva Zelanda, utilizada durante el control militar de las Fuerzas armadas neozelandesas (1914-1920)
Bandera terrestre de Samoa británica (1922-1962)
Estandarte del Gobernador del Territorio Fiduciario de Samoa
Bandera de Samoa británica (1948-1949)

## Banderas similares
La bandera de Samoa es bastante similar a la bandera de la República de China y a la antigua bandera de Birmania, especialmente en cuanto al diseño y a sus proporciones.

Bandera de Birmania (1974-2010)
Bandera de la República de China
Bandera de Tonga